# Беатріс Соуза
Беатріс Соуза (20 травня 1998, Сан-Паулу, Бразилія) — бразильська дзюдоїстка, олімпійська чемпіонка та бронзова призерка Олімпійських ігор 2024 року.

## Виступи на Олімпіадах
| Олімпіада  | Дисципліна      | Місце |
| ---------- | --------------- | ----- |
| Париж 2024 | понад 78 кг     | 1     |
| Париж 2024 | змішана команда | 3     |